# Paul Grice
Paul Grice (13 de març de 1913, Birmingham, Anglaterra - 28 d'agost de 1988, Berkeley, Califòrnia) va ser un filòsof britànic, conegut sobretot per les seves contribucions a la filosofia del llenguatge en l'àmbit de la teoria del significat i de la comunicació. El seu treball, recopilat en la seva obra Studies in the Way of Words, ha tingut una gran importància per a la filosofia i la lingüística, amb implicacions també en l'àmbit de la ciència cognitiva en general. El treball de Grice és una de les fundacions de l'estudi modern de la pragmàtica, es recorda principalment per les seves contribucions a l'estudi del significat del so, del significat lingüístic, i de les interrelacions entre aquests dos fenòmens. Va proporcionar i va desenvolupar una anàlisi de la noció del significat lingüístic en termes de significat del so. Per a explicar com les elocucions no-literals poden ser enteses, ell va postular l'existència d'un principi cooperatiu general en la conversa, a més de certes màximes especials de la conversa derivades del principi cooperatiu. Grice va introduir la noció d'implicatures en comptes de la paraula implicació usada fins a aquesta època, la qual va considerar inadequada dins de la seva proposta lingüística.